# Dino da Costa
Dino da Costa (Río de Janeiro, Brasil; 1 de agosto de 1931-Verona, Italia; 10 de noviembre de 2020) fue un futbolista brasileño-italiano, se desempeñaba como mediocampista o delantero, su último equipo fue el Ascoli Calcio 1898 FC.

## Carrera
Da Costa nació en Río de Janeiro, Brasil jugaba de delantero o mediocampista, comenzó su carrera en su país natal, Brasil, en el Botafogo, donde anotó 36 goles en 51 apariciones en el Campeonato Carioca, ganando el premio al máximo goleador en 1954 con 24 goles y el título de liga formando una notable pareja con Vinício, más tarde se fue a Italia donde jugó en varios clubes de la Serie A, su debut en la Serie A fue el 18 de septiembre de 1955 ante el Vicenza, con la AS Roma, en la Roma anotó 71 goles en 149 apariciones entre 1955 y 1961.
Durante su tiempo en la Roma, da Costa jugó cedido en la ACF Fiorentina en la temporada 1960-1961, dónde ganó la Copa Italia, la Recopa de Europa y la Copa de los Alpes. Después de regresar brevemente a la Roma durante la temporada siguiente, fue traspasado al Atalanta Bergamasca Calcio, donde ganó su segunda Copa Italia en 1963, y luego sé traspasó en 1963 a la Juventus de Turín, dónde ganó su tercera Copa Italia en 1965, después en 1966 sé traspasó al Verona, después de estar en el Verona sé traspasó al Ascoli Calcio 1898 FC, equipo donde se retiró en 1968.

## Fallecimiento
Da Costa falleció el 10 de noviembre de 2020.